# Wu Shengjun
En aquest nom xinès, el cognom és Wu.
Wu Shengjun (18 de juny de 1987) és un ciclista xinès, professional des del 2009. Actualment milita a l'equip Qinghai Tianyoude.

## Palmarès
- 2009
  - Vencedor d'una etapa a la Volta al llac Qinghai